# Olginiany
Olginiany (biał. Альгіняны, Alhiniany; ros. Ольгиняны, Olginiany) – wieś na Białorusi, w obwodzie grodzieńskim, w rejonie ostrowieckim, w sielsowiecie Gudogaje.
Współcześnie w skład miejscowości wchodzi także dawny folwark Hipolitowo.

## Historia
W XIX i w początkach XX w. dwie wsie i majątek ziemski położone w Rosji, w guberni wileńskiej, w powiecie wileńskim, w gminie Worniany. Po I wojnie światowej pod administracją polską, w Zarządzie Cywilnym Ziem Wschodnich. W latach 1920–1922 w składzie Litwy Środkowej.
Od 11 kwietnia 1922 leżały w Polsce, w województwie wileńskim, w powiecie wileńsko-trockim, do 1 kwietnia 1927 w gminie Worniany, następnie w gminie Michaliszki/Gierwiaty. W 1938 dwie wsie: Olginiany Małe i Wielkie, dwa folwarki: Olginiany I i II oraz folwark Hipolitowo.
Po II wojnie światowej w granicach Związku Sowieckiego. Od 1991 w niepodległej Białorusi.